# Tour de Flandes 2003
El Tour de Flandes 2003, la 87.ª edición de esta clásica ciclista belga. Se disputó el 6 de abril de 2003. 
El belga Peter Van Petegem se llevó la victoria al esprint por delante de su compatriota Frank Vandenbroucke.
Se inscribieron 194 corredores, de los cuales acabaron 94.

## Clasificación General
| Posición | Ciclista            | Equipo                | Tiempo    |
| -------- | ------------------- | --------------------- | --------- |
| 1        | Peter Van Petegem   | Lotto-Domo            | 6h 18'48" |
| 2        | Frank Vandenbroucke | Quick Step-Davitamon  | + 2"      |
| 3        | Stuart O'Grady      | Crédit Agricole       | + 19"     |
| 4        | Fabio Baldato       | Alessio               | m. t.     |
| 5        | Nico Mattan         | Cofidis               | m. t.     |
| 6        | Frédéric Guesdon    | FDJeux.com            | m. t.     |
| 7        | Sergei Ivanov       | Fassa Bortolo         | m. t.     |
| 8        | Viatcheslav Ekimov  | US Postal             | m. t.     |
| 9        | Michael Boogerd     | Rabobank              | m. t.     |
| 10       | Dave Bruylandts     | Marlux-Wincor Nixdorf | m. t.     |